# 萨拉加希
萨拉加希（法語：Sarragachies，法語發音：[saʁaɡaʃi]）是法国热尔省的一个市镇，属于米朗德区。

## 地理
萨拉加希（43°40'59"N, 0°3'14"W）面积12.83 平方千米，位于法国奧克西塔尼大區热尔省，该省份为法国西南部内陆省份，北起顺时针与洛特-加龙省、塔恩-加龙省、上加龙省、上比利牛斯省、大西洋比利牛斯省和朗德省接壤。
与萨拉加希接壤的市镇（或旧市镇、城区）包括：伊佐奇、莫利谢尔、里斯克勒、圣马丹达马尼亚克、索尔贝特、泰尔姆达马尼亚克。

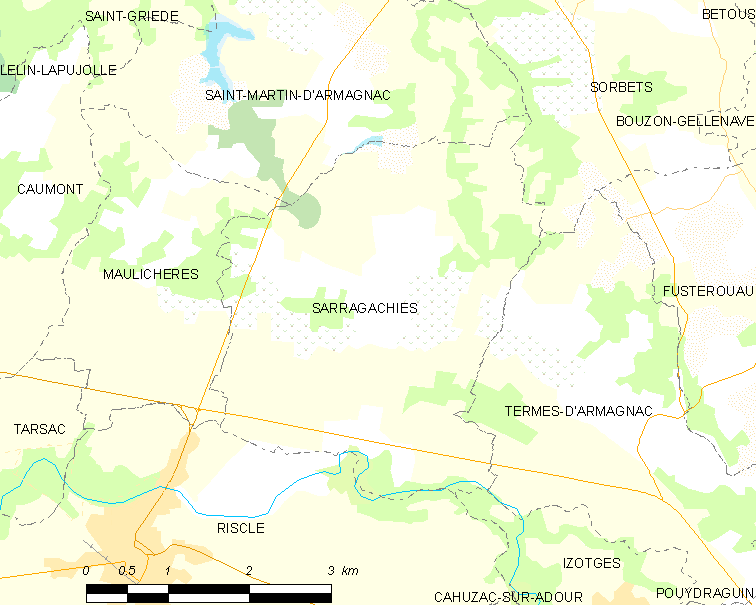
萨拉加希的OSM定位图

萨拉加希的时区为UTC+01:00、UTC+02:00（夏令时）。

## 行政
萨拉加希的邮政编码为32400，INSEE市镇编码为32414。

## 政治
萨拉加希所属的省级选区为热尔阿杜尔县。

## 人口

1962-2008年间萨拉加希人口变化图示

萨拉加希于2022年1月1日时的人口数量为220人。